# Pestalotiopsis fici
Pestalotiopsis fici är en svampart som beskrevs av Steyaert 1949. Pestalotiopsis fici ingår i släktet Pestalotiopsis och familjen Amphisphaeriaceae.   Inga underarter finns listade i Catalogue of Life.